# Aralia finlaysoniana
Aralia finlaysoniana är en araliaväxtart som först beskrevs av Nathaniel Wallich och George Don, och fick sitt nu gällande namn av Berthold Carl Seemann. Aralia finlaysoniana ingår i släktet Aralia och familjen Araliaceae. Inga underarter finns listade.